# Kiiminkijoki
Der Fluss Kiiminkijoki (auch Kiiminginjoki) durchfließt in Ost-West-Richtung die nordfinnische Landschaft Nordösterbotten.
Im Oberlauf führt er durch eine einsame Landschaft, in der zweiten Hälfte nimmt die Besiedlung zu.
Als typisch skandinavischer Fluss stellt der Kiiminkijoki eine Aneinanderreihung von seeartigen Erweiterungen und dazwischen liegenden Fließstrecken dar.
Größter Nebenfluss ist der Nuorittajoki.
Größere Orte am Flusslauf sind Ylikiiminki und Kiiminki.